# Нёрма
Нёрма(Нерма) — река в России, протекает по Красноборскому району Архангельской области. Длина реки составляет 12 км.
Начинается в заросшем еловым лесом болоте Нельмецкое. Течёт по елово-берёзовому лесу в северном направлении, в низовьях поворачивает на запад. Устье реки находится в 18 км по правому берегу реки Евда на высоте 57,8 метров над уровнем моря.
Основной приток — река Рассоха — впадает слева.

## Данные водного реестра
По данным государственного водного реестра России относится к Двинско-Печорскому бассейновому округу, водохозяйственный участок реки — Северная Двина от впадения реки Вычегда до впадения реки Вага, речной подбассейн реки — Северная Двина ниже места слияния Вычегды и Малой Северной Двины. Речной бассейн реки — Северная Двина.
Код объекта в государственном водном реестре — 03020300112103000025605.